# The Dresden Dolls
Pour les articles homonymes, voir Dresden.
The Dresden Dolls [ðə ˈdɹɛzdən dɑlz] (« Les poupées de Dresde ») est un groupe de rock indépendant américain, originaire de Boston, dans le Massachusetts.
Ses membres sont Amanda Palmer, au piano et au chant, voire parfois à l'harmonica ou au ukulélé, accompagnée de Brian Viglione, à la batterie. Ce dernier prend aussi en charge les rares parties de guitare et de basse.
Amanda Palmer a décrit leur style de musique comme un « cabaret punk brechtien », de peur que la presse n'invente une étiquette « qui comprendrait le mot gothique ».

## Biographie

### Débuts (2000–2005)

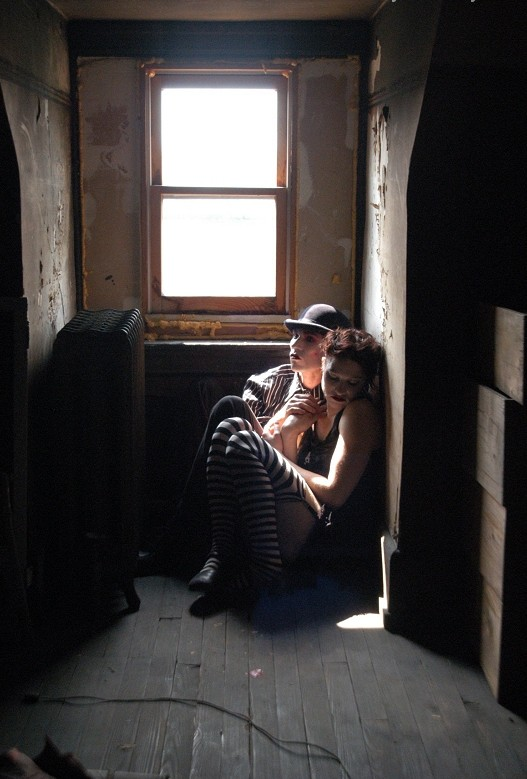
The Dresden Dolls, en 2002.

Le groupe se forme peu après que Brian Viglione est témoin d'un spectacle solo d'Amanda Palmer à une fête d'Halloween. Le groupe fait parler de ses spectacles durant lesquels ils se déguisent dans un style vestimentaire tenant à la fois du goth, du cabaret et du mime. 
Le nom du groupe, selon Palmer, proviendrait d'une combinaison d'éléments divers : le bombardement de Dresde, les poupées de porcelaine qui étaient typiques de cette même ville avant la guerre, une chanson éponyme de The Fall, ainsi qu'une référence aux personnages du roman Flowers in the Attic de V.C. Andrews, et enfin l'évocation de l'Allemagne de Weimar et de sa culture de cabaret. De plus, Palmer apprécie l'opposition entre les termes Dresden qui évoque la destruction et Dolls l'innocence, qui rappelle le caractère à la fois violent et doux de leur musique.
Le duo participe à la cérémonie du prix Ig-Nobel à Cambridge, Massachusetts. Après une démo auto-produite en 2001, ils participent à la compilation A Is for Accident (Important Records). En 2004, ils sortent un premier album éponyme produit par Martin Bisi (Swans, Sonic Youth). 
Ils font toujours beaucoup de concerts et font les premières parties de Nine Inch Nails en 2005 après que Trent Reznor les a remarqués. Le 6 octobre 2005, The Dresden Dolls sont interviewé par Christopher Lydon à l'émission radio Open Source.

### Tournées et théâtre (2006–2008)
Leur dernier album studio, Yes, Virginia, est sorti le 18 avril 2006. Ils ont depuis sorti un autre recueil de chansons, No, Virginia, qui rassemble les morceaux qui n'ont pas été utilisés à l'époque et d'autres spécialement composés pour le compléter. En juin 2006, The Dresden Dolls Companion est publié par Amanda Palmer. L'ouvrage comprend l'histoire de l'album du groupe — The Dresden Dolls — et est en partie autobiographique. Le 16 août, au East Providence Community Theatre d'East Providence, dans le Rhode Island, met en scène la comédie musicale juke-box The Clockwork Waltz, avec des chansons issues des trois premiers albums de The Dresden Dolls. Le spectacle est encouragé par le groupe.
Le 14 janvier 2007, le duo se met en pause. Palmer travaille sur son album solo, Who Killed Amanda Palmer, et Brian Viglione toune avec le groupe HUMANWINE. En juin 2007, ils participent au True Colors Tour 2007.

### Retours (depuis 2010)
En septembre 2010, Amanda et Brian annoncent qu'ils vont fêter les dix ans des Dolls dans un concert-anniversaire à l'Irving Plaza de New York pour Halloween. The Dresden Dolls joue un concert à Mexico le 9 décembre 2011. Ils jouent aussi en Nouvelle-Zélande et en Australie en janvier 2012, avec The Jane Austen Argument en Australie et Hera, House of Mountain, et Princess Chelsea en Nouvelle-Zélande.
Le 15 avril 2015, ils jouent à New York pour célébrer le Record Store Day et faire la promotion de The Virginia Monologues.

## Influences
Le groupe revendique de nombreuses influences dont Black Flag, Black Heart Procession, Jacques Brel, Cathode, Nick Cave, Dirty Three, Einstürzende Neubauten, Beat in Zen, Philip Glass, Robyn Hitchcock, Peter Jefferies, Elvin Jones, The Legendary Pink Dots, The Magnetic Fields, Neutral Milk Hotel, Nina Simone, Smog, Sonic Youth, Kurt Weill (dont le nom apparaît sur le clavier d'Amanda Palmer).